# Jazzclub Leipzig

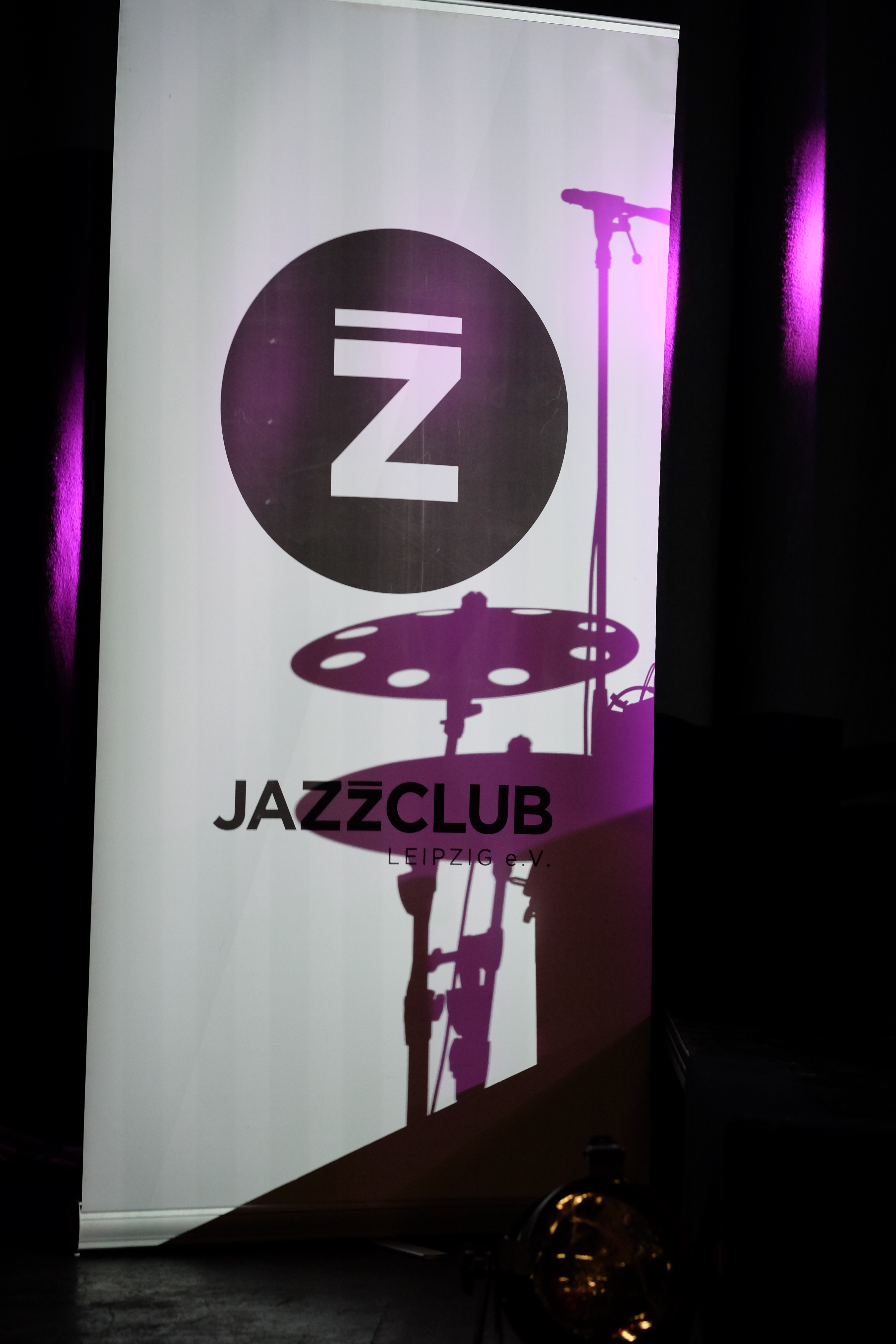
Logo (2017)

Der Jazzclub Leipzig ist ein deutscher Verein mit Sitz in Leipzig, der als Veranstalter von Jazzkonzerten tätig ist. Der Verein veranstaltet unter anderen die Leipziger Jazztage. Außerdem vergibt er alljährlich im Rahmen der Jazztage mit dem Kulturamt der Stadt Leipzig den Leipziger Jazznachwuchspreis der Marion-Ermer-Stiftung, initiierte und unterstützt das bundesweite Jazznachwuchsfestival und pflegt enge Kontakte zur Hochschule für Musik und Theater „Felix Mendelssohn Bartholdy“ Leipzig sowie zum Polnischen Institut in Leipzig. Seit der Gründung im Jahre 1973 ist es insbesondere der zeitgenössische Jazz, der mit den Projekten des Jazzclubs gefördert wird.

## Geschichte
Der Jazzclub Leipzig wurde 1973 gegründet und existierte zunächst als Freundeskreis innerhalb des Kulturbundes – sozusagen im Windschatten damaliger DDR-Kulturpolitik.
Durch den Einsatz der Gründungsmitglieder gelang es, einzelne Konzerte und ab 1976 die Leipziger Jazztage zu organisieren. Was klein in einem Keller der Hochschule für Grafik und Buchkunst begann, zog schon im nächsten Jahr in den Festsaal der Deutschen Post, um gleich im Jahr darauf die Kongresshalle am Zoo zu füllen. Zugleich erweiterte sich das Spektrum. Es gelang, auch durch zahlreiche private Kontakte und Netzwerke, in verstärktem Maße Musiker aus den osteuropäischen Ländern und aus Westeuropa einzuladen. Die Leipziger Jazztage wurden – von der Kulturbürokratie gerade deshalb kritisch beäugt – zu einem Ort internationaler musikalischer Begegnung und zu einem Treffpunkt für die Jazzgemeinde in der damaligen DDR. Konzeptionell lag der Schwerpunkt des Festivals auf der Präsentation von zeitgenössischem Jazz, wobei der Avantgarde breiter Raum gewährt wurde. Auch aufgrund dieser Spezifik haben die Leipziger Jazztage in den 1980er Jahren internationale Bedeutung erlangt, was sich auch in zahlreichen westlichen Fachpublikationen niederschlug.
Der Herbst 1989 bedeutete für die ostdeutsche Kulturlandschaft eine starke Zäsur, für viele Initiativen sogar das Ende. Zu den wenigen, die die grundlegenden Veränderungen 1989/90 überlebt haben, zählt der Jazzclub Leipzig. Seit 1991 findet das Hauptprogramm der Leipziger Jazztage auf der Bühne des Opernhauses statt.
Der Verein kooperiert beispielsweise die mit der Hochschule für Musik und Theater „Felix Mendelssohn Bartholdy“ Leipzig, der Musikschule Neue Musik Leipzig und anderen Vereinen (Initiative Leipziger Jazzmusiker e. V., Kidsjazz L.E.). Der Verein Veranstalter der Jazzfestivals Leipziger Jazztage und dem kleineren Festival Musikzeit sowie der Jazzkonzerte im Telegraph, Herausgeber des Jazzkalenders und Organisator des Leipziger Jazznachwuchspreises der Marion-Ermer-Stiftung.

## Projekte

### Leipziger Jazztage
Die Leipziger Jazztage finden seit 1976 jedes Jahr im Herbst statt. Sie haben sich zu einem renommierten internationalen Festival für zeitgenössischen Jazz entwickelt.

### Jazzclub Live
2010 initiierte der Jazzclub Leipzig gemeinsam mit der Hilfe von Studierenden der Hochschule für Musik und Theater „Felix Mendelssohn Bartholdy“ die Veranstaltungsreihe Jazzclub Live. Austragungsort der Reihe war zunächst ausschließlich der Keller des Café Telegraph in der Leipziger Innenstadt, der infolgedessen den gebräuchlichen Beinamen „Liveclub Telegraph“ erhielt. Im Rahmen von Jazzclub Live finden auch die Veranstaltungsreihen Flashback, Reihe 2, Nur du allein und die HMT Stage Night statt.

### Musikzeit
Bereits seit 1991 veranstaltet, entstand durch Konzentration auf ein Thema und auf zusammenhängende Tage ab 1999 das kleine Festival Musikzeit für zeitgenössischen Jazz- und Improvisationsmusik. Es bildet einen eigenen Akzent im Kulturleben der Stadt Leipzig.
Als kleine Schwester der Leipziger Jazztage widmet sich das Festival einerseits Künstlern, die durch einen eigenen innovativen Ausdruck neue jazzmusikalische Entwicklungen provoziert oder weitergeführt haben, andererseits blickt sie auf Kulturräume und deren individuelle musikalische Entwicklungen, Gemeinsamkeiten und Unterschiede. Ausdrücklich werden auch jazzexterne, den zeitgenössischen Jazz prägende Strömungen bei der Programmgestaltung berücksichtigt.
Von 1992 bis 2007 war der Journalist und Publizist Bert Noglik künstlerischer Leiter der Konzertreihe.

### Jazzkalender
Der Jazzkalender ist das monatlich erscheinende Informationsblatt des Vereins über Konzertveranstaltungen in Leipzig und Mitteldeutschland. Neben der Veröffentlichung auf der Website des Vereins liegen Printausgaben zur kostenfreien Mitnahme in Restaurants, Cafés und Kultureinrichtungen aus. Das Informationsblatt erschien erstmals 1978 unter dem Titel Jazzreport, seit 1992 heißt es Jazzkalender.

### Leipziger Jazznachwuchspreis der Marion-Ermer-Stiftung
Seit 1997 vergibt die Stadt Leipzig den Leipziger Jazznachwuchspreis der Marion-Ermer-Stiftung zur Förderung und Anerkennung der Leistung junger Jazznachwuchskünstler, der mit 6500 Euro dotiert ist. Zur Vergabe des Preises wird ein Kuratorium unter Vorsitz der Stadt Leipzig gebildet, dem auch der Jazzclub Leipzig angehört. Das Preisgeld wird durch die Marion-Ermer-Stiftung zur Verfügung gestellt; Preisvergabe und Preisverleihung finden traditionell auf den internationalen Leipziger Jazztagen statt.
Um den Preis können sich Musiker und Ensembles bewerben, die auf dem Gebiet des Jazz tätig sind und eine besondere künstlerische Entwicklung erwarten lassen. Der Preis unterstützt damit das Bemühen der Stadt Leipzig um dieses musikalische Genre und seine weitere Entwicklung. Preisträger des Jazznachwuchspreises waren bislang: Philipp Scholz, Robert Lucaciu, Evgeny Ring, Trio.Diktion, Eva Klesse, Johannes Bigge, Diego Piñera, Felix Franzke Trio, Sascha Stiehler & Antonio Lucaciu, Moritz Sembritzki, LU:V, Oliver Schwerdt, Sascha Paul Stratmann, Marcus Kesselbauer, Jan Roth, Winnie Brückner, Ronny Graupe, Ulla Viol, Großkopf-Schmidt-Duo, Jazzduo Timm-Brockelt, Michael Breitenbach, Philipp Rumsch.

## Preise
Nach 2013, 2014 und 2016 gewann der Jazzclub Leipzig den Applaus (Auszeichnung der Programmplanung unabhängiger Spielstätten) der Beauftragten der Bundesregierung für Kultur und Medien, 2018 zum vierten Mal, erneut in der Kategorie III, und damit öfter, als jeder andere Verein in Leipzig. Der Preis wird seit 2013 von der Initiative Musik und Kulturstaatsministerin Monika Grütters realisiert.

## Künstler (Auswahl)
Zu den Leipziger Jazztagen, der Musikzeit und den Konzertreihen konnte der Jazzclub Leipzig bisher folgende lokale, nationale und internationale Musiker und Bands präsentieren:
John Scofield, Joshua Redman, Carla Bley, Brad Mehldau, Wayne Shorter, Bill Frisell, Marcus Miller, Stanley Clarke, Zentralquartett, Till Brönner, Günter Sommer, Erik Truffaz, Sophie Hunger, Mouse on Mars, Michael Wollny, Nils Wogram, Shai Maestro, Aaron Goldberg, Chris Cheek, The Bad Plus, Snarky Puppy, Avishai Cohen, Supersilent, Arne Jansen, Pablo Held, Eric Harland, Larry Grenadier, Wolfgang Muthspiel, Jim Black, Jorge Rossy, Tingvall Trio, Julia Hülsmann, Pat Metheny, Kynga Glyk, Gilad Hekselman, Matthew Herbert's Brexit Big Band, Avishai Cohen Quartet, Dave Holland's Aziza, Yazz Ahmed, Norma Winstone Trio, Hidden Orchestra, Soweto Kinch u. a.